# Nocloa lamiota
Nocloa lamiota là một loài bướm đêm trong họ Noctuidae.